# Groupe hospitalier de Rodez
Le groupe hospitalier de Rodez constitue un regroupement de plusieurs établissements de santé dans cette ville.

## Composition
Ce groupe hospitalier regroupe :
- L'hôpital Jacques-Puel

Deuxième plateau technique régional juste derrière les CHU Toulousains, avec près de 60 services médicaux et chirurgicaux. Détenant les équipements médicaux de dernière génération il est spécialisé en : 
- médecine
- gynécologie
- pédiatrie - néonatologie
- cancérologie
- chirurgie

- L'hôpital Les Peyrières

Spécialisé dans les consultations et l'hospitalisation en gériatrie et gérontologie.
- Maison de retraite Saint-Jacques